# Língua bagirmi
Bagirmi (também Baguirmi; autônimo: tàrà ɓármà) é a língua dos Barmas do Chade pertencente à família das línguas centro-sudanesas, que foi provisoriamente classificada como parte da Línguas nilo-saarianas. Era falada por 44.761 pessoas em 1993, principalmente na Região de Chari-Baguirmi, bem como na subprefeitura de  Mokofi da Região de Guéra Foi a língua do Sultanato de Bagirmi (1522-1871) e, posteriormente, do Império Wadai antes da Disputa pela África. 
Durante a década de 1990, o Bagirmi ganhou forma escrita e textos que forneciam instrução básica de alfabetização foram compostos graças aos esforços de Don e Orpha Raun, missionários cristãos da Igreja dos Irmãos Luteranos da América, no final de suas carreiras no Chade. Em 2003, Anthony Kimbal desenvolveu uma fonte compatível com o alfabeto Bagirmi e um método de entrada Keyman para teclados latinos, e o acervo de literatura Bagirmi publicada continua a se expandir. A maior parte dessa literatura foi distribuída no Chade por David Raun, um missionário e filho de Don e Orpha Raun, a um custo simbólico como um serviço prestado aos povos de língua Bagirmi do Chade.

## Escrita
A língua usa alfabeto latino sem as letras F e X', usam-se as formas Mb, Nd, Nj, ŋ, đ, ҍ, ħ.

## Consoantes
A tabela consonantal apresentada abaixo contém sons que supostamente são nativos do Bagirmi. Os sons f, v, z, ʃ e h são ouvidos em palavras emprestadas.
|               | Bilabial | Dental | Retroflexa | Sibilante | Palatal     | Velar | Labio velar | Laringeal |
| ------------- | -------- | ------ | ---------- | --------- | ----------- | ----- | ----------- | --------- |
| Explosiva     | p, b     | t, d   | t, d       |           | c, j        | k, g  |             |           |
| Implosiva     | 'b       |        | 'd         |           | 'j('y), 'ny |       |             |           |
| Nasal         | m        | n      |            |           | ny          | ŋ     |             |           |
| Fricativa     | (ʄ)      |        |            | s, z      |             |       |             |           |
| Líquidas etc. |          |        | r, l       |           | y           |       | w           |           |

Os sons dados entre parênteses são variantes (não fonemas específicos).

### Vogais
|              | Anterior | Central | Posterior |
| ------------ | -------- | ------- | --------- |
| Fechada      | i I      | ö       | u U       |
| Meio Fechada | e        | ä       | o         |
| Meio Aberta  | ɛ        | a       | ɔ         |
| Fechada      |          |         |           |

- Vogal i (i, I) é semelhante à vogal em inglês "feet", I - em "fit". Seu uso depende da posição e do contexto. Sendo pronunciada isoladamente, a vogal i aparece em monossílabos e polissílabos. Também pode ser encontrada antes de ny. :: si - leite :: ji - mão :: ri - nome
- Vogal u (u, U) é semelhante à vogal em inglês "pool" (U - em "pull"). De acordo com a posição, a distribuição das vogais u é paralela.7 :: lua - ano :: mʷu - grama :: tut(u) - seco
- Vogal e (e, ɛ) é próxima da vogal em inglês "bed". Às vezes, a vogal e não pode ser distinguida claramente de ɛ. Palavras com vogais e são mais comuns do que com ɛ. :: deb(e) - pessoa :: tej(e) - mel :: gèl(e) - mão esquerda
- Vogal o (o, ɔ): o é mais aberto que o Cardinal nº 7, enquanto ɔ está próximo do Cardinal nº 6. Em alguns casos, não é possível distinguir o de ɔ. Palavras com vogais o são mais comuns do que com vogais ɔ. :: ro - corpo :: tòt(o) - colina :: kʷɔrlo - girafa :: kʷɔlɛ - pote
- as vogais centrais ä, ö: ä frequentemente surge como um modificador de a ou outra vogal quando se trata de discurso conectado. Ö foi observado em um número maior de palavras. :: mà kàb(e) - eu irei :: köndèi - cesta pequena

## Numerais
| base numeral | base numeral |    | +10                     | +10 |                 | X 10 | X 10    |  | X 100 | X 100 |
| 1            | kɛ'dɛ        | 11 | dokkeme kar kɛ'dɛ       | 10  | dokkeme         | 100  | aru     |  |       |       |
| 2            | sap          | 12 | dokkeme kar sap         | 20  | dʉk-sap         | 200  | aru-sap |  |       |       |
| 3            | mʷʉta        | 13 | dokkeme kar mʷʉta       | 30  | dʉk-mʷʉta       |      |         |  |       |       |
| 4            | so           | 14 | dokkeme kar so          | 40  | dʉk-so          |      |         |  |       |       |
| 5            | mi           | 15 | dokkeme kar mi          | 50  | dʉk-mi          |      |         |  |       |       |
| 6            | mika (5+1)   | 16 | dokkeme kar mika        | 60  | dʉk-mika        |      |         |  |       |       |
| 7            | cili or cili | 17 | dokkeme kar cili (cili) | 70  | dʉk-cili (cili) |      |         |  |       |       |
| 8            | marta        | 18 | dokkeme kar marta       | 80  | dʉk-marta       |      |         |  |       |       |
| 9            | doso         | 19 | dokkeme kar doso        | 90  | dʉk-doso        |      |         |  |       |       |
| 10           | dokkeme      | 20 | —                       | 100 | —               |      |         |  |       |       |

Em Bagirmi, não há números ordinais. A ordem é expressa apenas pelos cardinais, advérbios e posposições. E advérbios ("tempos") podem ser expressos usando mʷot(o) (abaixo).
Exemplos:
'de nja mʷʉta - Ele veio no terceiro dia
ne 'de mi - Ele ficou em quinto lugar
ne tad ŋgas ɛnna mʷot(o) - dokkeme - Ele fez isso dez vezes

#### Ordem das palavras
Na língua Bagirmi, a ordem dos numerais e substantivos em relação uns aos outros é inversa.
Exemplos:
nja sap – dois dias
nap mi – cinco meses

## Amostra de texto
Bin̰a na ɓo taɗin̰a. Bin̰a na et kəsa mu. Bin̰a na et kəsa mu an sənda na. Bin̰a na et kəsa kam an wa na. Ŋan ge et tur bin̰a na. Bin̰a na et kəsa wa ga naj ngal raga naki. Nee ga na et tur bin̰a na se ger jije ki. Bin̰a na et kəsa pətəl ge. Ngaɓ ge na makje suŋo jejo bin̰a naki, ɗa jukon̰ jolin̰ midi. Ɗaŋ jiniɗ jijo jisan̰ koro ku. 
Português
A cabra está com fome. A cabra come a grama. A cabra come a grama do cavalo. A cabra come a grama da vaca. A cabra come as folhas do milheto vermelho. As crianças perseguem a cabra. A cabra come o milheto vermelho. As mulheres perseguem a cabra. A cabra come as roupas. As pessoas não estão felizes. As pessoas na cabra.